# Dan Aykroyd
Daniel Edward Aykroyd CM (ur. 1 lipca 1952 w Ottawie) – kanadyjsko–amerykański aktor i muzyk, nominowany do Oscara dla najlepszego aktora drugoplanowego za rolę Booliego Werthana w komediodramacie Bruce’a Beresforda Wożąc panią Daisy (1989).

## Życiorys
Urodził się w Ottawie w Ontario. Jego ojciec, Samuel Cuthbert Peter Hugh Aykroyd (1922–2020), inżynier budownictwa lądowego, pracował jako doradca ds. polityki premiera Kanady Pierre’a Trudeau, a jego matka, Lorraine Hélène Marie (z domu Gougeon; 1918–2018), była sekretarką. Jego matka była pochodzenia francusko-kanadyjskiego, a ojciec angielskiego, szkockiego, irlandzkiego, francuskiego i holenderskiego. Jego przodkiem ze strony ojca był Anglik Samuel Aykroyd z Halifax w Yorkshire, który wyemigrował do Stanów Zjednoczonych, ostatecznie osiedlając się w Górnej Kanadzie niedaleko Kingston w Ontario w 1810. Jego młodszy brat Peter (1955–2021) też był aktorem.
Pierwotnie planował zostać księdzem. Wstąpił nawet do seminarium duchownego, z którego go wyrzucono. W wieku 12 lat zaczął brać lekcje aktorstwa w Ottawa Little Theatre. Swoje zainteresowanie aktorstwem kontynuował w latach licealnych w szkole średniej im. św. Piusa X i św. Patryka. Następnie studiował socjologię i kryminologię na Carleton University. Był jednak także aktywnym muzykiem bluesowym i wstąpił do uniwersyteckiej grupy teatralnej Sock’n’Buskin, z którą występował przez cały okres studiów. Opuścił uniwersytet bez ukończenia studiów, aby zająć się komedią w Toronto. Pracował jako komik w różnych kanadyjskich klubach nocnych i przez kilka lat prowadził klub nocny Club 505 w Toronto.
Pierwszym doświadczeniem zawodowym Aykroyda, które zdobył w wieku 17 lat, była rola członka obsady krótkotrwałego kanadyjskiego serialu komediowego CBC The Hart and Lorne Terrific Hour (1970–71) z udziałem Lorne’a Michaelsa. W 1973 przyłączył się do trupy Second City Comedy, w której występował, pisał skecze i reżyserował niektóre przedstawienia w Toronto i Chicago. W tym czasie poznał amerykańskiego komika Johna Belushiego, który zaproponował Aykroydowi udział w telewizyjnym programie Saturday Night Live. 

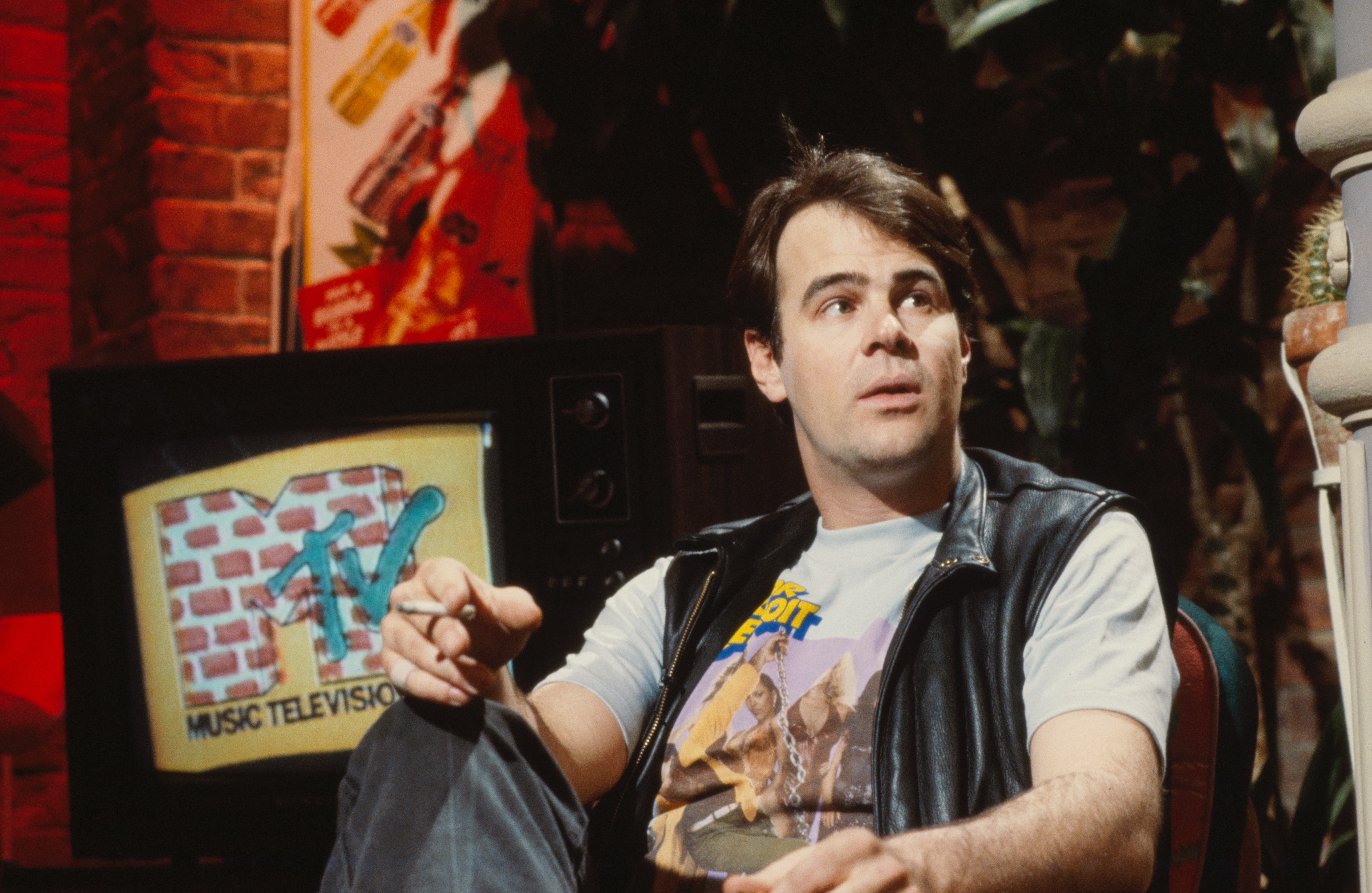
Dan Aykroyd w 1982

11 października 1975 stacja NBC wyemitowała pierwszy odcinek tego cyklu – program niemal natychmiast stał się przebojem, a w 1977 otrzymał Nagrodę Emmy za najlepszy scenariusz do serialu rozrywkowego. Na kinowym ekranie zadebiutował bez powodzenia w roli Roya w kanadyjskiej komedii romantycznej Miłość od pierwszego wejrzenia (Love at First Sight, 1976). Aykroyd i Belushi zagrali w filmie Blues Brothers (1980), który przyniósł sławę. W tym czasie Belushi był już uzależniony od narkotyków, które dwa lata później stały się przyczyną jego śmierci. Po odejściu przyjaciela Aykroyd zrezygnował z udziału w programie Saturday Night Live i zajął się graniem w filmach kinowych. 
Ma na swoim koncie udział w takich filmach jak: Nieoczekiwana zmiana miejsc (1983) jako Louis Winthorpe III: zamożny dyrektor ds. towarów w Duke & Duke, Pogromcy duchów (1984) i sequelu Pogromcy duchów II (1989) jako doktor Raymond „Ray” Stantz, Szpiedzy tacy jak my (1985) jako Austin Millbarge, Dziennik sierżanta Fridaya (1987) jako detektyw sierżant Joe Friday, Na łonie natury (1988) jako Roman Craig, Stożkogłowi (1993) jako Beldar Conehead / Donald R. DeCicco i Blues Brothers 2000 (1998) jako Elwood Blues. 
Wziął udział w nagraniu przeboju „We Are the World” (1985) grupy USA for Africa. W teledysku Michaela Jacksona „Liberian Girl” (1989) wystąpił jako policjant.
Za rolę kapitana Toma Everetta, najemnika i emerytowanego weterana Korpusu Piechoty Morskiej Stanów Zjednoczonych w komedii sportowej Golfiarze II (Caddyshack II, 1998) i jako sędzia Alvin „J.P” Valkenheiser / Bobo w komedii swojej reżyserii Same kłopoty (1991) zdobył Złotą Malinę w kategorii najgorszy aktor drugoplanowy.

## Życie prywatne
29 kwietnia 1983 zawarł związek małżeński z amerykańską aktorkę Donnę Dixon. Mają trzy córki: Danielle (ur. 18 listopada 1989), Belle Kingston (ur. 9 czerwca 1993) i Stellę Irene August (ur. 5 kwietnia 1998). Interesuje się UFO, należy do Mutual UFO Network, ma wielką kolekcję książek na tematy zjawisk paranormalnych. 
W 2013 w rozmowie z serwisem „Daily Mail” przyznał, że od lat żyje z zespołem Aspergera i Tourette’a.

## Filmografia
- 1974: Gift of Winter jako Goodly / Rotten
- 1975–1979, 1988, 1993, 1995, 1998, 2001-2003, 2007, 2009: Saturday Night Live
- 1975: Coming Up Rosie jako Purvis Bickle
- 1976: Beach Boys: It`s OK jako policjant
- 1977: Love at First Sight jako Roy
- 1978: The Rutles: All You Need Is Cash jako Brian Thigh
- 1978: Things We Did Last Summer jako Elwood Blues
- 1979: 1941 jako sierżant Tree
- 1979: Mr. Mike’s Mondo Video jako kapłan
- 1980: Blues Brothers (The Blues Brothers) jako Elwood Blues
- 1981: Sąsiedzi (Neighbors) jako Vic
- 1982: It Came from Hollywood  jako on sam
- 1983: Strefa mroku (Twilight Zone: The Movie) jako pasażer (prolog)[10]
- 1983: Doktor Detroit (Doctor Detroit) jako Clifford Skridlow
- 1983: Nieoczekiwana zmiana miejsc (Trading Places) jako Louis Winthorpe III
- 1984: Pogromcy duchów (Ghost Busters) jako doktor Raymond Stantz
- 1984: Indiana Jones i Świątynia Zagłady[11] jako Weber
- 1984: Nothing Lasts Forever jako Buck Heller
- 1985: Ucieczka w noc (Into the Night) jako Herb
- 1985: Szpiedzy tacy jak my (Spies Like Us) jako Austin Millbarge
- 1987: Dziennik sierżanta Fridaya (Dragnet) jako Joe Friday
- 1988: Ona będzie miała dziecko (She's Having a Baby) jako Roman
- 1988: Golfiarze II (Caddyshack II) jako kapitan Tom Everett
- 1988: Kto tu zwariował? (The Couch Trip) jako John Burns
- 1988: Na łonie natury (The Great Outdoors) jako Roman Craig
- 1988: Moja macocha jest kosmitką (My Stepmother Is an Alien) jako Steven Mills
- 1989: Wożąc panią Daisy (Driving Miss Daisy) jako Boolie Werthan
- 1989: Pogromcy duchów II (Ghostbusters II) jako doktor Raymond Stantz
- 1990: Zwariowani detektywi (Loose Cannons) jako Ellis Fielding
- 1990: Mistrzowie strachu (Masters of Menace) jako Johnny Lewis
- 1991: Opowieści z krypty (Tales from the Crypt) kapitan jako Milligan
- 1991: Mel Gibson's Unauthorized Video Diary jako on sam
- 1991: Moja dziewczyna (My Girl) jako Harry Sultenfuss
- 1991: Same kłopoty (Nothing But Trouble) jako sędzia Alvin Valkenheiser / Bobo
- 1992: To jest moje życie (This Is My Life) jako Arnold Moss
- 1992: Chaplin jako Mack Sennett
- 1992: Włamywacze (Sneakers) jako Roskow
- 1993: The Best of the Blues Brothers jako Elwood Blues
- 1993: Stożkogłowi (Coneheads) jako Beldar
- 1994: Wiek kina (A Century of Cinema) jako on sam
- 1994: Ucieczka do Edenu (Exit to Eden) jako Fred Lavery
- 1994: Małolat (North) jako Pa Tex
- 1994: Pomoc domowa (The Nanny)
- 1994: Moja dziewczyna 2 (My Girl 2) jako Harry Sultenfuss
- 1995: Tomcio Grubasek (Tommy Boy) jako Zalinsky
- 1995: Kacper (Casper) jako doktor Raymond Stantz
- 1995: Tęcza (Rainbow) jako szeryf Wyatt Hampton
- 1995: The Random Factor jako Dexter (głos)
- 1996–2000: Czynnik PSI[12] jako prowadzący[13]
- 1996: Zbrodnia nie ukarana (Getting Away with Murder) jako Jack Lambert
- 1996: Piętno Minnesoty (Feeling Minnesota) jako detektyw Ben Costikyan
- 1996: Chluba Boston Celtics (Celtic Pride) jako Jimmy Flaherty
- 1996: Sierżant Bilko (Sgt. Bilko) jako pułkownik Hall
- 1996: Obywatele prezydenci (My Fellow Americans) jako William Haney
- 1997: Zabijanie na śniadanie (Grosse Pointe Blank) jako Grocer
- 1997: Pan Złota Rączka (Home Improvement) jako Mike Webber
- 1997–1998: Dusza człowiek (Soul Man) jako wielebny Mike Weber
- 1997: The Arrow jako Crawford Gordon
- 1998: Blues Brothers 2000 jako Elwood Blues
- 1998: Plan Zuzanny (Susan's Plan) jako Bob
- 1998: Mrówka Z (Ant Z) jako Chip (głos)
- 1999: Brylanty (Diamonds) jako Lance Agensky
- 2000: Anatomia sławy (Stardom) jako Barry Levine
- 2000: Frajer (Loser) jako Tanneck
- 2000: Normal, Ohio jako Frank Wozniak
- 2000: Świat zabawy (The House of Mirth) jako Augustus „Gus” Trenor
- 2001: Pająk (Earth vs. the Spider) jako Jack Grillo
- 2001: Klątwa skorpiona (The Curse of the Jade Scorpion) jako Chris Magruder
- 2001: Ewolucja (Evolution) jako gubernator Lewis
- 2001: Pearl Harbor jako kapitan Thurman
- 2001: Hitting the Wall jako Floont Artney
- 2001: Nos Aborygena (On the Nose) jako doktor Barry Davis
- 2002, 2003, 2004, 2009: Jim wie lepiej (According to Jim) jako Danny Michalski
- 2002: Crossroads – Dogonić marzenia (Crossroads) jako Pete Wagner
- 2002: Bezwarunkowa miłość (Unconditional Love) jako Max Beasley
- 2003: Cudowne lata bohemy (Bright Young Things) jako lord Monomark
- 2003: Na skróty do szczęścia (Shortcut to Happiness) jako Julius Jenson
- 2004: 50 pierwszych randek (50 First Dates) jako doktor Keats
- 2004: Święta Last Minute (Christmas with the Kranks) jako Vic Frohmeyer
- 2004: Nieostry dyżur (Intern Academy) jako doktor Cyril Kipp
- 2006: Nowe życie Fran (Living With Fran) jako sędzia
- 2007: Państwo młodzi: Chuck i Larry[14] jako kapitan Tucker
- 2008: Wojenny biznes (War, Inc.) jako wiceprezydent
- 2009: Głowa rodziny (Family Guy) jako on sam
- 2009: Julie i Julia (Julie & Julia) jako on sam (niewymieniony w czołówce)
- 2010: Presidential Reunion jako Jimmy Carter
- 2010: Miś Yogi (Yogi Bear) jako miś Yogi (głos)
- 2011: Obrońcy (The Defenders) jako sędzia Max Hunter
- 2012: Wyborcze jaja (Wyborcze jaja) jako Wade Motch
- 2012: Szczęśliwi rozwodnicy (Happily Divorced) jako Harold
- 2013: The Game Changer jako detektyw Spencer
- 2013: Czarnoksiężnik z Oz: Powrót Dorotki[15] jako strach na wróble (głos)
- 2013: Wielki Liberace (Behind the Candelabra) jako Seymour Heller
- 2014: Get on Up: Historia Jamesa Browna (Get on Up) jako Ben Bart
- 2014: Tammy jako Don

## Odznaczenia
- Member Orderu Kanady – nadanie 1998, wręczenie (inwestytura) 1999[16]
- Medal Złotego Jubileuszu Królowej Elżbiety II (odmiana kanadyjska) – 2002[17]
- Medal Diamentowego Jubileuszu Królowej Elżbiety II (odmiana kanadyjska) – 2012[18]